# Mesostenus aureli
Mesostenus aureli är en stekelart som beskrevs av Ciochia 1973. Mesostenus aureli ingår i släktet Mesostenus och familjen brokparasitsteklar. Inga underarter finns listade i Catalogue of Life.